# El juego de la historia
El juego de la historia (en inglés Pawnography) es un programa de televisión transmitido por The History Channel. Es conducido por el comediante Christopher Titus y participan los integrantes de Pawn Stars: Rick Harrison, Corey Harrison y Chumlee. El programa se estrenó el 26 de abril de 2015 en Latinoamérica.

## El juego
Se desarrolla en tres rondas. En la primera, dos concursante compiten contra Corey y Chumlee. El conductor hace una serie de preguntas de selección múltiple, entregando US $100 por cada respuesta correcta. En caso de respuesta incorrecta no hay sanción. si al término de esta ronda un concursante se encuentra con un puntaje superior, al de Corey y Chumlee, gana la posibilidad de obtener un elemento de la casa de empeños, que ha sido revelado al inicio del programa. Si Corey y Chumlee resultan ganadores de esta ronda, el objeto se retira de la competencia. Rick hace algunos comentarios durante el transcurso del juego y si los concursantes terminan empatados al término de la primera ronda, el objeto se trapasa a la segunda ronda.
Titus hace una pregunta extra de $150 dólares para los dos concursantes, relacionada con los episodios de «El precio de la historia». Los concursantes responden por separado en el momento del corte comercial, después de la primera ronda. En la segunda ronda Rick reemplaza a Corey y Chumlee y la puntuación de ellos, es traspasada a Rick. Todas las preguntas en esta ronda tienen un valor de 200 puntos y hay un segundo objeto que está en juego, si algún concursante gana la ronda.En la tercera ronda, el concursante se enfrenta a Rick, Corey y Chumlee como un equipo, con un tercer elemento en juego. Cada lado tiene 60 segundos para responder las mismas 10 preguntas, y debe esperar en una cabina de aislamiento insonorizado durante el turno de la otra parte. Mientras Corey y Chumlee pueden sugerir respuestas a Rick, solo sus respuestas se cuentan en nombre del trío. No hay regreso a las preguntas aprobadas o perdidas, y Titus no informa a cada lado durante la ronda en cuanto a qué respuestas son correctas o incorrectas. Sin embargo, un recuento de la pantalla muestra las respuestas correctas y partituras para beneficio del espectador. También no revela de inmediato la puntuación final, en lugar de dar primero Rick y el concursante la oportunidad de negociar una oferta (de dinero en efectivo y/o algunos de los elementos que están en juego) para que el concursante abandone el juego. Si el concursante rechaza la oferta final de Rick y tiene mayor o igual cantidad de respuestas que el trío, este gana todo el efectivo y objetos acumulados durante las dos primeras rondas, así como el tercer punto; si el trío gana la ronda, sin embargo, el concursante abandona el concurso sin nada.

## Producción
La serie está filmada en Las Vegas, Nevada al igual que El precio de la historia, de manera de permitir a los Harrison seguir filmando el precio de la historia sin salir de la ciudad. Los premios en el programa son elegidos por los productores con la asistencia del director de finanzas de la tienda, Theo Spyer. Según Harrison, quien no sabe los premios que se entregarán en el programa, si los concursantes se ganan los premios, los productores lo reembolsan por la pérdida, aunque es con un gran descuento. A pesar de que al patriarca de la familia Richard Harrison (El Viejo) se le ofreció participar declinó la oferta, diciendo: «Ya tengo 73 años, yo ya tengo un trabajo. No quiero otro.». La serie fue estrenada en Estados Unidos el 30 de abril de 2014 con una serie de diez episodios y en Latinoamérica el 26 de abril de 2015. Una segunda temporada se estrenó en Estados Unidos el 6 de noviembre de 2014, que fue anunciada el 7 de octubre de ese año.

## Recepción
Diane Werts de Newsday dio a la serie una "B", diciendo: «Estados Unidos no puede tener suficiente de esos chicos Pawn Stars... así que aquí están dentro de una hora semanal, haciendo lo que hacen».